# Red Velvet (Band)
Red Velvet (kor.: 레드벨벳) ist eine südkoreanische Girlgroup der dritten K-Pop-Generation, die 2014 vom Label S.M. Entertainment gegründet wurde. Die Gruppe debütierte am 1. August 2014 mit ihrer Single Happiness. Sie besteht aus den fünf Mitgliedern Irene, Seulgi, Joy, Wendy und Yeri.
Seit ihrem Debüt konnte Red Velvet einige kommerzielle Erfolge verbuchen. Ihre erste EP, Ice Cream Cake, erreichte Anfang 2015 die Spitze der Gaon Album Charts. Ihr erstes Album The Red (2015), ihre beiden EPs The Velvet (2016) und Russian Roulette (2016), und Rookie (2017) erreichten die Spitze der Gaon Album Charts. Außerdem erreichten The Red und Rookie die Spitze der Billboard World Album Charts. Sie haben verschiedene Auszeichnungen für ihre Musik, Choreografie oder Popularität erhalten, wie zum Beispiel den Golden Disk New Artist Award und den Melon Music Award in der Kategorie Best Female Dance.
Die Mitglieder von Red Velvet traten einige Male im Fernsehen auf: Irene als Moderatorin von Music Bank, Yeri als Moderatorin von Show! Music Core, Joy in der vierten Staffel der Fernsehsendung We Got Married und als Hauptdarstellerin in dem Drama The Liar and His Lover, Seulgi in der Reality-Drama Show Idol Drama Operation Team, und Wendy als kurzzeitige Moderatorin von Empty the Convenience Store.

## Geschichte

### Entstehung
Seulgi war das erste Mitglied von Red Velvet, das sich 2007 als Trainee bei S. M. Entertainment beworben hatte. Irene bewarb sich 2009 und Yeri 2011. Ein Jahr später wurden Wendy und Joy jeweils bei einer SM Global Audition in Kanada, und Seoul entdeckt. Im Juli 2014 gab es Gerüchte, dass S. M. Entertainment eine neue Girlband gründen will, was später vom Musiklabel bestätigt wurde.

### 2014: Debüt mitHappinessundBe Natural
Red Velvet debütierte am 1. August 2014 in der Musikshow Music Bank mit ihrer Single Happiness, welche offiziell am 4. August 2014 veröffentlicht wurde. Geschrieben wurde das Lied von Yoo Young-jin, komponiert von Will Simms, Chad Hugo, Chris Holsten und Anne Judith Wik. Das Musikvideo für den Song wurde in den ersten 24 Stunden nach Veröffentlichung zirka 2 Millionen Mal angesehen. Im August 2014 war es das am zweithäufigsten gesehene K-Pop-Video auf YouTube.
Am 13. Oktober desselben Jahres veröffentlichte sie die Single Be Natural, ein Remake des gleichnamigen Liedes der Band S.E.S. Das Musikvideo zu dem Lied wurde von Kwon Soon-wook und Shim Jae-won inszeniert, die Choreografie stammt von Kyle Hanagami. Die Gruppe startete ihre Promotion am 9. Oktober mit ihrem ersten Auftritt in der Musik Show M! Countdown.

### 2015: Neues Mitglied,Ice Cream CakeundThe Red

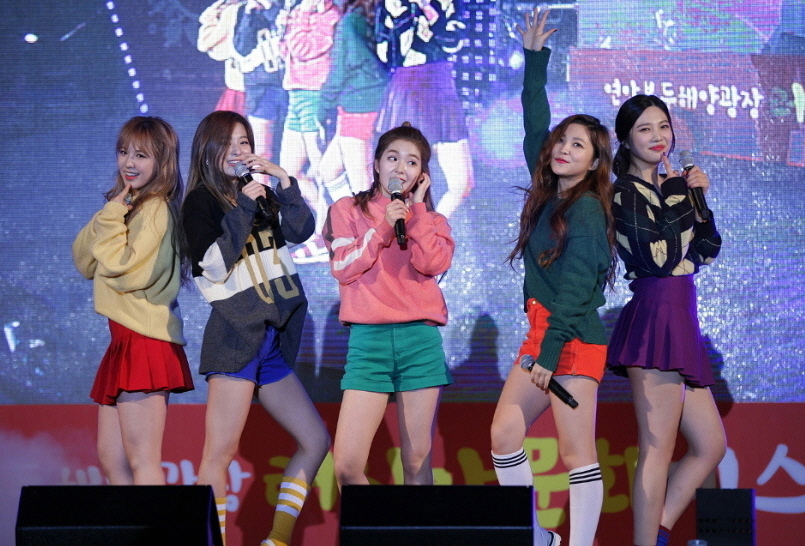
Red Velvet beim Icheon Rice Cultural Festival (2015)

Im März 2015 trat Yeri der Girlgroup bei. Am 15. März 2015 wurde ihr erstes Minialbum, Ice Cream Cake, veröffentlicht. Ihr Album promotete die Band mit den beiden Titel Singles Automatic und Ice Cream Cake deren Musikvideos am 14. und 15. März veröffentlicht wurden. Am 19. März hielten Red Velvet ihren Album Showcase auf Ice Cream TV, eine Sendung die von Naver Music gestreamt und von Minho (SHINee) moderiert wurde. Am 27. März gewannen sie ihre erste Musik Show Auszeichnung in der KBS Show Music Bank. Ice Cream Cake wurde in Südkorea das meistverkaufte Musikalbum einer Girlgroup in der ersten Hälfte des Jahres 2015. Im August 2015 gab Red Velvet während der KCON in Los Angeles erstmals ein Konzert in den Vereinigten Staaten.
The Red, das – auf die Spieldauer bezogen – erste Album der Gruppe, wurde am 9. September 2015 veröffentlicht. Es beinhaltet zehn Lieder, darunter die Leadsingle Dumb Dumb. Das Album wurde nicht zuletzt wegen der positiven Kritiken ein Erfolg. So bezeichnete Jeff Benjamin vom Billboard Magazin The Red als ein beeindruckendes und solides Debütalbum. Es debütierte auf Platz eins der weltweiten Billboard-Album-Charts und der südkoreanischen Gaon Album Charts und konnte sich ebenfalls in der Billboard Liste „10 Best K-Pop Albums of 2015“ platzieren. Sie beschrieben das Album als „eines der unterhaltsamsten und ausgefallensten Pop LPs des Jahres“. Dumb Dumb erreichte Platz drei der Billboard World Digital Songs Charts, da es der in Amerika meistverkaufte K-Pop Song der Woche war. Die Single erreichte außerdem die Spitze der Dazed Liste „Top 20 K-pop Tracks of 2015“. Sie erklärten, die Gruppe habe „ihre Idol-Konkurrenten übertroffen“. Das Musikvideo für Dumb Dumb wurde als einziger nicht englischsprachige Eintrag in die Rolling Stone Liste „10 Best Music Videos of 2015“ aufgenommen.
Am 18. Dezember trat die Band dem S.M. Entertainment Special Winter Project Winter Garden zusammen mit ihren Label-Mitgliedern F(x) und BoA bei und veröffentlichten die digitale Single Wish Tree.

### 2016:The VelvetundRussian Roulette
Das zweite Minialbum der Band, The Velvet, sollte eigentlich am 16. März 2016 veröffentlicht werden, der Release wurde jedoch auf einen späteren Zeitpunkt verlegt.
Das Album und die Leadsingle One of These Nights (7월 7일) wurden dann einen Tag später, am 17. März, veröffentlicht. Das Album hebt die sanfte R&B beeinflusste „Velvet“-Seite des Gruppenkonzepts hervor und ein direktes Folgealbum zu The Red, das die frische und mutige „Red“-Seite der Gruppe hervorhebt.
Ihr Minialbum Russian Roulette wurde am 7. September 2016 veröffentlicht. Es enthält sieben Tracks, darunter die gleichnamige Single-Auskopplung. Am 13. September 2016 bekamen Red Velvet für Russian Roulette ihre erste Auszeichnung in der Musik Show The Show.

### 2017:Rookie
Anfang Februar 2017 erschien das vierte Minialbum der Band, Rookie, welches zeitgleich mit der gleichnamigen Single veröffentlicht wurde. Dabei schaffte es das Album auf Anhieb auf Platz 1 der koreanischen Gaon Charts und der Billboard World Album Charts. Sie erhielten ihren ersten Preis für Rookie am 7. Februar bei The Show, gefolgt von Auszeichnungen bei Show Champion, M! Countdown, Music Bank, und Inkigayo. Am 31. März veröffentlichten Red Velvet ihre erste Sigle für SM Station 2 mit dem Titel Would U.
Im April 2017 gaben Red Velvet über Instagram ihren offiziellen Fandom-Namen „ReVeluv“ (레베럽) bekannt. Der Name ist eine Kontraktion aus dem Bandnamen „Red Velvet“ und „Love“, lässt jedoch auch die Assoziationen „Rebel“ und „Level up“ zu, da im Koreanischen das 'B' bzw. 'P' (ㅂ) den Buchstaben ''V' ersetzt und sich die Buchstaben 'R' und 'L' (ㄹ) als sogenannte Liquide überschneiden.
Am 9. Juli veröffentlichten Red Velvet ihre Sommer EP The Red Summer mit dem Titel Song Red Flavor (빨간 맛), welches ihr erster Sommer Release ist. Die EP war ein kommerzieller Erfolg und erreichte erneut die Spitze der Gaon Album Charts und der Billboard Album Charts. Somit ist Red Flavor (빨간 맛) ihr drittes Nr. 1 Album, welches Red Velvet zum Rekordhalter für die meisten Nr. 1 Alben einer K-Pop Girlgroup macht.

## Mitglieder

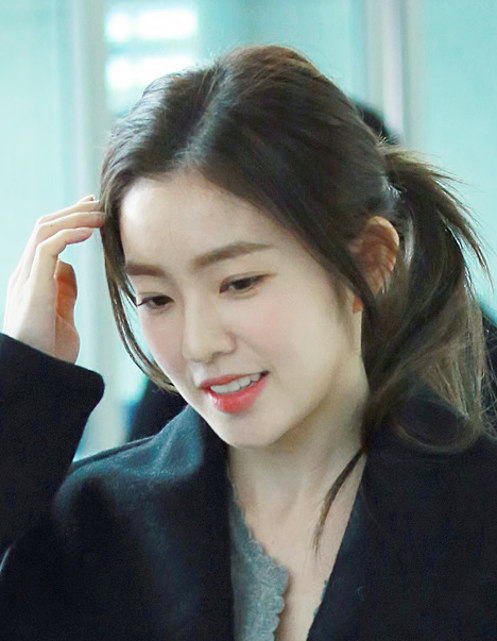
Irene

### Irene
Irene (kor.: 아이린), bürgerlich Bae Joo-hyun (kor.: 배주현, Hanja: 裴柱現) wurde am 29. März 1991 in Daegu, Südkorea geboren. Vor ihrem Debüt mit Red Velvet hatte sie diverse Auftritte in Musikvideos von anderen Künstlern, die bei S.M. Entertainment unter Vertrag stehen, unter anderem in Henry Lau's Musikvideo zu 1-4-3 (I Love You) und Kyuhyun's Musikvideo zu At Gwanghwamun. Durch ihr fürsorgliches Verhalten gegenüber den anderen Mitglieder wird sie oft „die Mutter von Red Velvet“ genannt.
Von Mai 2015 bis Juni 2016 war sie zusammen mit Park Bo-gum Co-Moderatorin von Music Bank. Ihr Schauspieldebüt machte sie 2016 in dem Web Drama The Female Employees of a Game Company in der weiblichen Hauptrolle Ahreum. Am 14. Oktober 2016 wurde angekündigt, dass Irene bald eine neue Fashion Talkshow namens Laundry Day moderieren wird.

### Seulgi

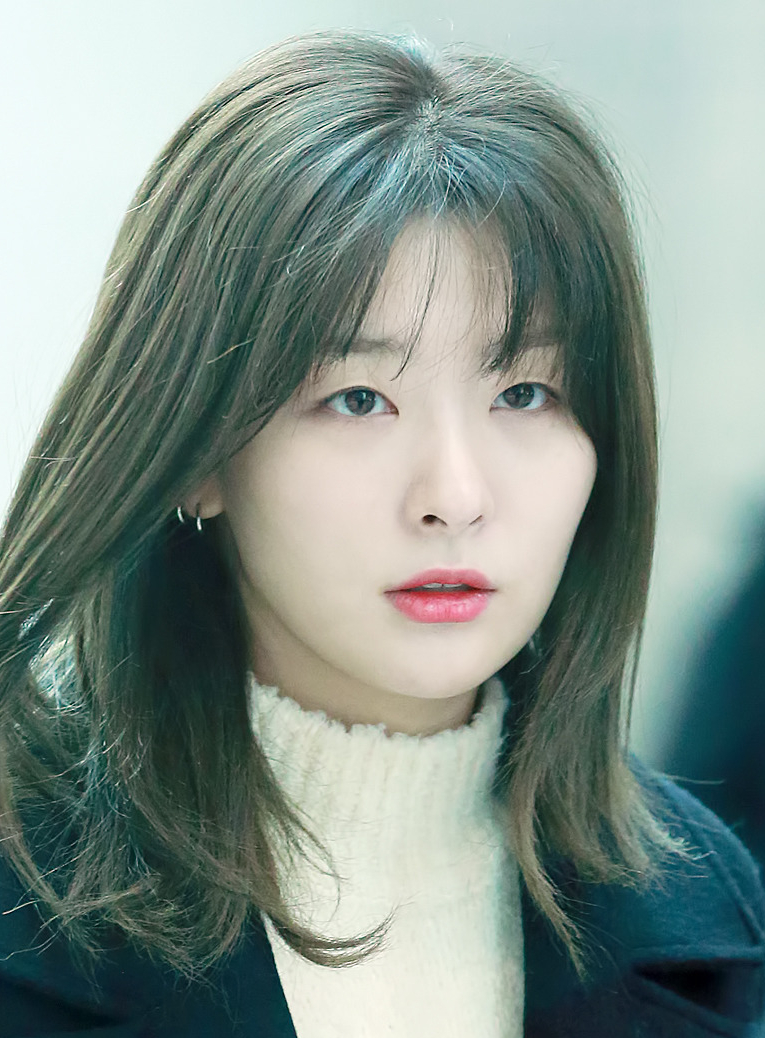
Seulgi

Seulgi (kor.: 슬기), bürgerlich Kang Seul-gi (kor.: 강슬기), wurde am 10. Februar 1994 in Ansan, Südkorea geboren. Vor ihrem Debüt mit Red Velvet hatte sie einen Auftritt in Henry Lau's Musikvideo zu Fantastic aus seinem gleichnamigen Album. Auf demselben Album hatte sie ein Feature in dem Song Butterfly.
Im Januar 2015 spielte sie in dem S.M. Entertainment Musical School Oz die Hauptrolle der Dorothy. Im Juli 2016 veröffentlichte sie zusammen mit Wendy den Song Don't Push Me als Teil des Soundtracks des KBS2 Dramas Uncontrollably Fond.

### Joy

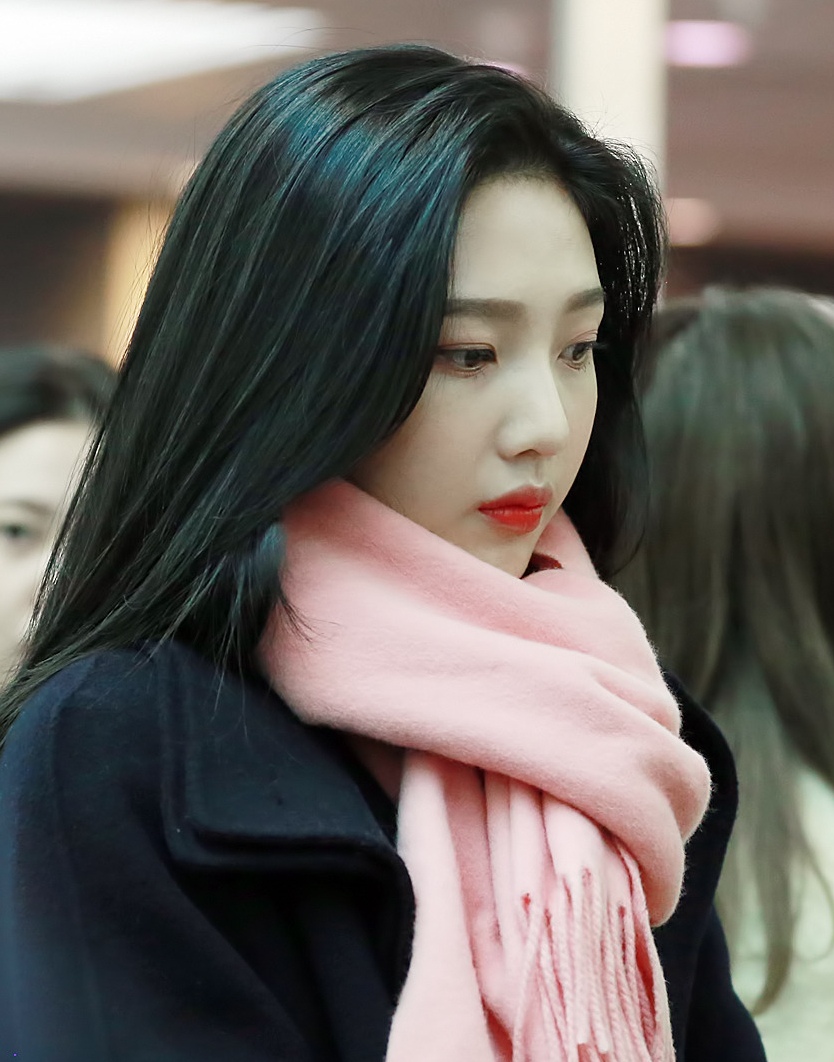
Joy

Joy (kor.: 조이), bürgerlich Park Soo-young (kor.: 박수영, Hanja: 朴秀英), wurde am 3. September 1996 auf Jejudo, Südkorea geboren. In der Grundschule sang sie den K-Rock-Song Flying Dog der Band Cherry Filter, den sie als Beginn ihres Traumes, Sängerin zu werden, bezeichnet. S.M. Entertainment entdeckten sie bei der S.M. Global Audition 2012 in Seoul.
2015 gewann sie mit der Teilnahme an der vierten Staffel der Reality Show We Got Married, in der sie zusammen mit Yook Sung-jae (BtoB) auftrat, an öffentlichem Interesse. Bei den MBC Music Awards 2015 gewann Joy den New Star of the Year Award und zusammen mit Yook Sung-jae den Best Couple Award. Zusammen mit Lim Seul-ong kollaborierte sie in einem Duett namens Always In My Heart für das S.M Entertainment SM Station Projekt. Der Song wurde am 4. November 2016 veröffentlicht. Joy machte ihr Schauspieldebüt im März 2017 in dem tvN Drama The Liar and His Lover an der Seite von Lee Hyun-woo.

### Wendy

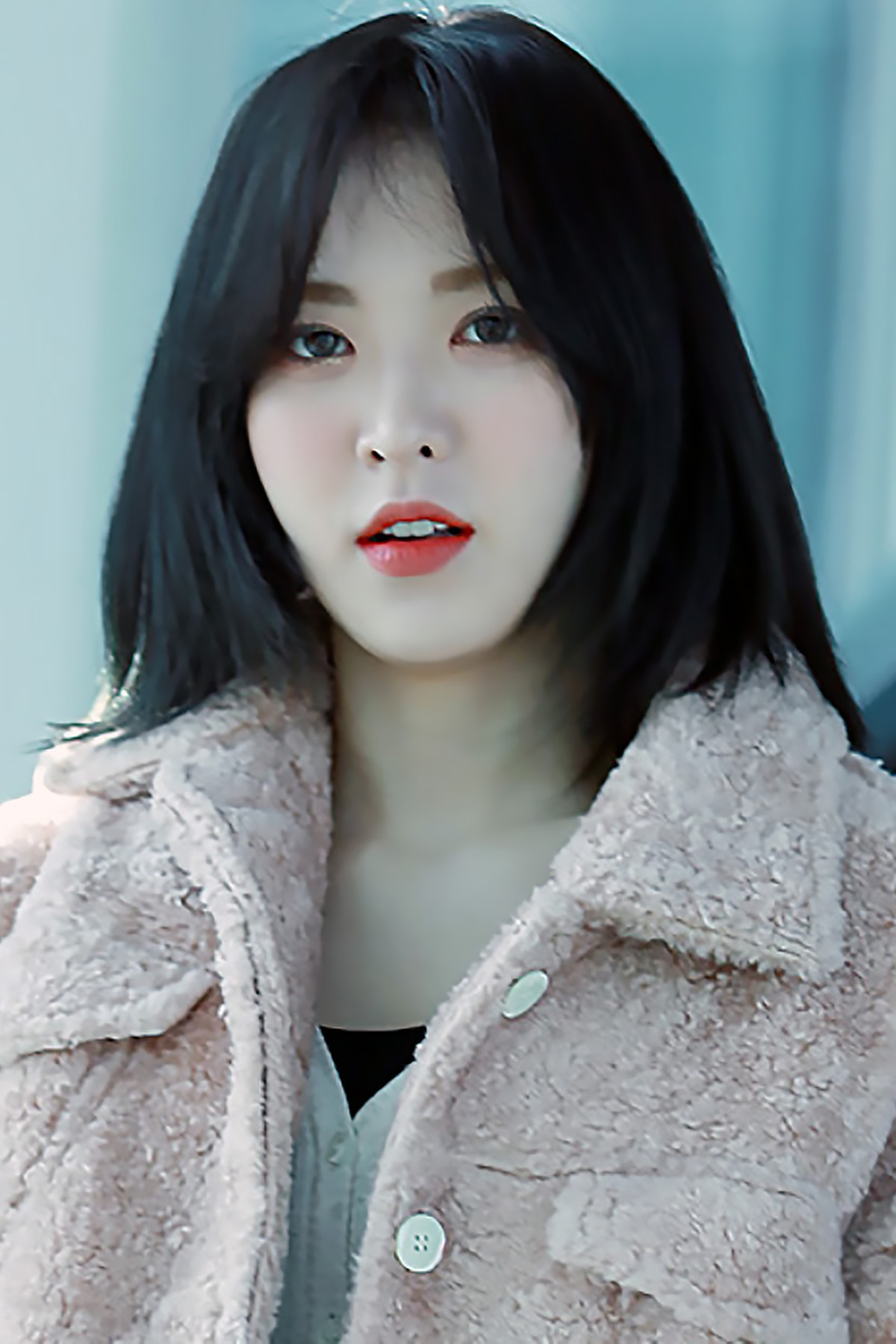
Wendy

Wendy (kor.: 웬디), bürgerlich Son Seung-wan (kor.: 손승완, Hanja: 孫勝完), wurde am 21. Februar 1994 in Seongbuk-dong, Seoul geboren. Ihr englischer Name ist Wendy Shon, den sie in ihrer Schulzeit an der Richmond Hill High School in Richmond Hill, Greater Toronto Area, Ontario trug, an der sie unter anderem in dem Schulchor Vocal Fusion sang.
2010 wurde sie eine der Finalistinnen bei den Koreaboo: Cube Entertainment Global Auditions 2011. S.M. Entertainment entdeckten sie 2012 bei der S.M. Global Audition in Kanada. Am 14. März 2014 veröffentlichte Wendy den Soundtrack zu dem Mnet Drama Mimi mit dem Titel Because I Love You. Sie kollaborierte außerdem mit dem Rapper Yuk Jidam für den Song Return, welcher der Soundtrack des KBS2 Dramas Who Are You: School 2015 war. Der Song wurde am 8. Juni 2015 veröffentlicht. Am 16. Oktober 2016 veröffentlichte sie den Song Let You Know für den Soundtrack des JTBC Dramas D-Day. Am 4. März 2016 veröffentlichte sie sie zusammen mit Eric Nam das Duett Spring Love für das S.M. Entertainment S.M. Station Projekt. Im Juli 2016 veröffentlichte sie zusammen mit Seulgi den Song Don't Push Me als Teil des Soundtracks des KBS2 Dramas Uncontrollably Fond.

### Yeri

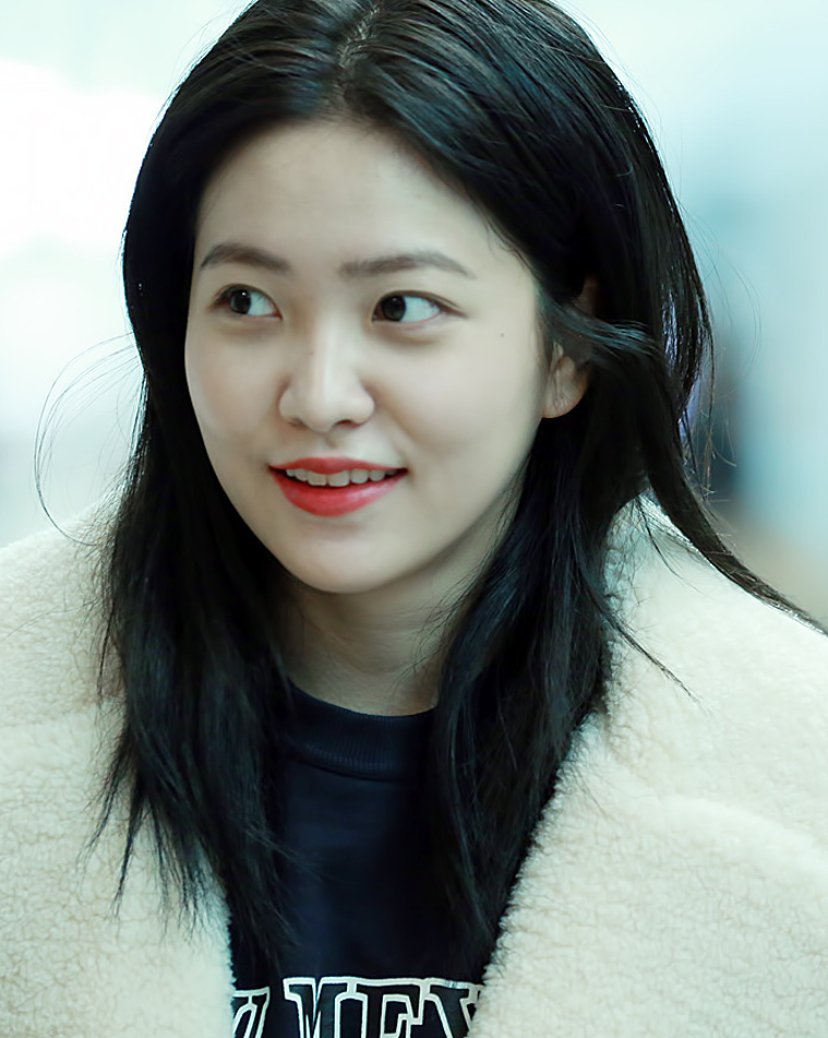
Yeri

Yeri (kor.: 예리), bürgerlich Kim Ye-rim (kor.: 김예림, Hanja: 金藝琳), wurde am 5. März 1999 in Seoul geboren.
2011 wurde sie von S.M. Entertainment entdeckt und im März 2015 als neues Mitglied von Red Velvet vorgestellt. Vom 9. Mai 2015 bis zum 14. November 2015 moderierte Yeri das MBC Musik Programm Show! Music Core. Im Juli 2016 war sie die weibliche Hauptrolle in J-Min's und Shim Eun-jee's Musikvideo zu Way Back Home, welches als Teil des S.M. Entertainment S.M. Station Projekts veröffentlicht wurde. Yeri geht zurzeit auf die Hanlim Multi Art School.

## Diskografie
Studioalben

| Jahr                   | Titel Musiklabel                                       | Höchstplatzierung, Gesamtwochen, AuszeichnungChartplatzierungen (Jahr, Titel, Musiklabel, Platzierungen, Wochen, Auszeichnungen, Anmerkungen) | Höchstplatzierung, Gesamtwochen, AuszeichnungChartplatzierungen (Jahr, Titel, Musiklabel, Platzierungen, Wochen, Auszeichnungen, Anmerkungen) | Anmerkungen                                                 |
| Jahr                   | Titel Musiklabel                                       | KR | JP | Anmerkungen                                                 |
| ---------------------- | ------------------------------------------------------ | --- | --- | ----------------------------------------------------------- |
| Südkoreanische EPs     |                                                        | | |                                                             |
|                        |                                                        | | |                                                             |
| 2015                   | The Red SM Entertainment, Genie Music                  | KR1 (118 Wo.)KR | JP47 (1 Wo.)JP | Erstveröffentlichung: 9. September 2015                     |
| 2017                   | Perfect Velvet SM Entertainment, Genie Music           | KR2 (61 Wo.)KR | JP20 (2 Wo.)JP | Erstveröffentlichung: 17. November 2017                     |
| 2018                   | The Perfect Red Velvet a SM Entertainment, Genie Music | KR1 (77 Wo.)KR | JP29 (2 Wo.)JP | Erstveröffentlichung: 29. Januar 2018                       |
| 2023                   | Chill Kill SM Entertainment                            | KR2 ×2Doppelplatin · (10 Wo.)KR | JP14 (3 Wo.)JP | Erstveröffentlichung: 13. November 2023 Verkäufe: + 500.000 |
| Japanische Studioalben |                                                        | | |                                                             |
|                        |                                                        | | |                                                             |
| 2022                   | Bloom Avex Trax, SM Entertainment Japan                | — | JP5 (6 Wo.)JP | Erstveröffentlichung: 6. April 2022                         |

## Filmografie

### Reality-Shows
| Jahr | Titel             | Sender         | Anmerkungen                                                                                          |
| ---- | ----------------- | -------------- | --- |
| 2017 | Level Up Project! | Oksusu KBS Joy | Episode: TBA Joy war in dieser Show nicht zu sehen wegen der Dreharbeiten zu The Liar and His Lover. |

### Filme
| Jahr | Titel             | Rolle      | Anmerkung          | Ref.   |
| ---- | ----------------- | ---------- | ------------------ | ------ |
| 2015 | SMTown: The Stage | Sie selbst | Biografischer Film | [ 76 ] |

### TV-Dramen
| Jahr | Titel                  | Sender | Rolle          | Ref.   |
| ---- | ---------------------- | ------ | -------------- | ------ |
| 2016 | Descendants of the Sun | KBS2   | Cameo-Auftritt | [ 77 ] |

## Konzerte

### Eigene Konzerte
- Red Room (2017-2018)
- Redmare (2018-2019)
- La Rouge (seit 2019)

### Mitwirkungen bei anderen Konzerten
- SM Town Live World Tour IV (2014–2015)
- SM Town Live World Tour V (2016)
- SM Town Live World Tour VI (2017)

## Auszeichnungen und Nominierungen (Auswahl)
| Jahr | Auszeichnung                     | Nominierung                           | Für            | Resultat  |
| ---- | -------------------------------- | ------------------------------------- | -------------- | --------- |
| 2014 | SBS MTV Best of the Best         | Best Newcomer                         | Red Velvet     | Nominiert |
| 2015 | Korean Entertainment Arts Awards | Best Rookie Award                     | Red Velvet     | Gewonnen  |
| 2015 | Mnet Asian Music Awards (MAMA)   | Best Dance Performance – Female Group | Ice Cream Cake | Gewonnen  |
| 2016 | Golden Disk Awards               | Digital Bonsang                       | Ice Cream Cake | Gewonnen  |
| 2016 | Gaon Chart K-Pop Awards          | Hot Performance of the Year           | Red Velvet     | Gewonnen  |